# 밀리 스타디움
밀리 스타디움(Milliy Stadium)은 우즈베키스탄의 수도인 타슈켄트에 위치에 있는 축구전용경기장이다. FC 부뇨드코르와 우즈베키스탄 축구 국가대표팀의 홈구장으로 사용되고 있다. 처음 이름은 부뇨드코르 스타디움(Bunyodkor Stadium)이었고, 2018년 7월 11일 지금처럼 바뀌었다.